# 배양 이론
배양 이론은 TV 시청시 시청자에게 노출되는 폭력 경험에 관한 이론이다. 조지 거브너가 처음으로 연구했다.

## 배경
매스미디어 연구에서 효과이론은 탄환이론, 피하주사이론 등에서 시작해 1940년대 제한효과이론으로 강도가 낮아졌다가 다시  70년대로 접어들면서 ‘어젠다 세팅 이론’등 중효과이론이 등장하고 다시 1990년대에는 침묵의 나선이론 프레이밍 이론, 제3자 효과이론 등 ‘강효과 이론’이 주목을 받고 있는 추세다.
‘배양이론 cultivation theory’은 조지 거브너(George Gerbner)의 연구에 기반한 이론으로 위 분류에 따르자면, 중효과 이론에 해당한다.
그는 TV를 많이 보는 것, 즉 ‘TV 중시청 heavy TV use’과 ‘세상에 대한 인식’ 사이의 관계를 규명하기 위해서 20년 이상 TV프로그램에 나오는 폭력을 모니터했다.
이러한 과정을 토대로 그는 TV에서의 거대한 양의 상징적 폭력에 대한 노출이 시청자(중시청자)에게 세상을 야비하고 비열한 장소로 인식하도록 조건화시킨다고 결론지었다. 이 과정은 일회성의 시청이 아니라 누적적인 경험에 의해서 조건지워지는 것이라는 뜻에서 조지 거브너는 ‘배양 cultivation’이라는 용어를 섰다.
모니터 결과 전형적인 TV 시청자가 고등학교를 졸업할 때 즘이면 1만3천회의 폭력적인 죽음을 목격하는 것으로 나타났고, 폭력을 당하는 사람의 연령, 인종, 성별이 매우 불균형적으로 나타났다. TV를 시청한지 한 시간 이내에 ‘불쌍하고 나이 든 흑인 여성’이  상해를 입지 않을 가능성은 거의 0%에 가까울 정도였다.
( 거브너의 이 실험 즉 ‘문화지표프로젝트’는 결국 미국 사회의 가장자리에 속한 사람들이 ‘상징적 이중 위험’에 빠져 있음을 드러냈다.  ‘상징적 이중 위험’이란  TV를 시청하는 주체는 ‘존재가 과소평가 되고’ ‘폭력에 대한 연약함이 과장된다.’는 것이다.  그 결과 이렇게 ‘상징적 이중 위험’에 빠져 있는 사람들은 평소에 폭력에 대한 공포심을 가장 많이 표출하는 계층이 된다. )
이런 TV 프로그램들은 시청자들에게 정말 영향을 미치는 것이냐는 질문에, 가브너는 TV 시청자를 ‘경시청자-2시간 이하’와 ‘중시청자 the television type’ 로 나누고, 두 그룹 사이에 ‘배양차이 cultivation differential’가 있음을 드러냈다.
미국에서 실제 특정인이 폭력에 희생자가 될 확률은 1만분의 1 정도이다.  ‘경시청자’는 얼마나  될 것 같냐는 질문에 100분의 1 정도가 될거라고 응답한 데 반해, ‘중시청자’는 10분의 1이라고 답했다.  즉 자신이 폭력의 희생자가 될 가능성을 더 높게 본 것이다. Δ 또, 얼마나 많은 사람이 경찰이나 법원에 의해서 법률적 처분을 받을 것 같냐는 질문에 대해 ‘경시청자’는 1% 정도라고 응답했지만, ‘중시청자’ 집단은 5배나 많은 5%라고 응답했다.
거브너는 이렇게 배양이 일어나는 방식을 주류화(mainstreaming)과 공명(resonance) 등 두 가지 개념으로 설명한다.
주류화  : ‘주류화’는 ‘중시청자’들이 서로 유사한 경향성과 시각, 의미를 공유하게 되는 현상, 즉 사고방식의 공통성을 창출하는 과정을 일컫는 말이다.  이는 시청자 자신이 실제로 조건지워진 ‘경제적’ ‘정치적’ 차별을 흐려놓게 만드는 효과가 있다.
결국 ‘경시청자’는 자기 자신의 정치,경제적 지위를 정확히 인식한 반면 ‘중시청자’는 Δ 자신의 수입과 상관없이 스스로를 중산층이라고 판단하고 Δ 스스로는 정치적으로 중립이라고 생각하지만, 따져보면 낮은 세금과 경찰 보호, 강력한 국가방위 등 보수적 정치이슈에 찬성하는 반면 진보적 정치 이슈에는 반대하는 ‘정치적 우익’으로 변화시켰다. ( 거브너는 이를 ‘신 대중주의’라고 이름붙였다. )
공명: ‘공명’은 ‘중시청자’가 현실에서 일부 겪었던 경험을 TV를 시청하면서 유사한 장면이 나올 때마다 반복 재생하도록 만드는 것을 말한다.  텔레비전에서 본 것과 현실 환경의 일치가 서로 공명하고 증폭되어 배양이라는 패턴으로 나타나는 것.
저소득층 거주지일 수록 하루 종일 TV를 켜놓는 경우가 많은데, 결국 이런 지역에 거주하는 ‘중시청자’들은 TV를 통해 일상적으로 야만적인 폭력을 경험한 결과 삶의 터전을 더욱 두렵게 여기게 된다.

## 같이 보기
- 합의된 실재
- 사회학 이론